# Senedžemib Inti
Senedžemib Inti byl vezírem v období 5. dynastie za vlády krále Džedkarea.

## Rodina
Senedžemib Inti byl ženatý s ženou jménem Tšefi. Tito dva spolu měli několik dětí:
- Senedžemib Mehi – nejstarší syn; Mehi sloužil jako vezír, pravděpodobně za vlády faraona Venise.
- Fetekti – může být totožný s Kacherptahem Fetekim (mastaba G 5560).
- Chnumenti – pravděpodobně druhý nejstarší syn Intiho a Tšefi; sloužil za vlády faraona Venise a později se stal vezírem.
- Nianchmin – zobrazen v hrobce Senedžemiba Intiho, byl lektorským knězem v zádušním kultu svého otce.

## Hrobka

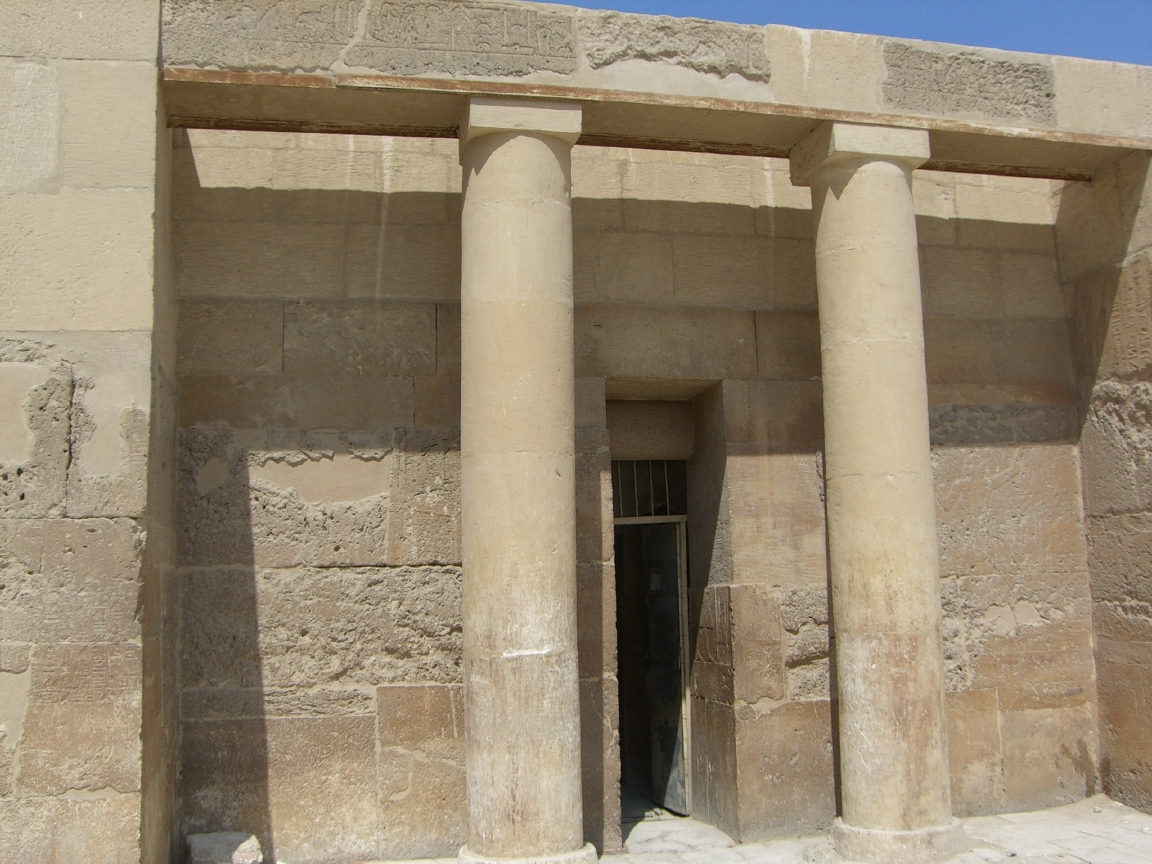
Mastaba Senedžemiba Intiho

Senedžemib Inti byl pohřben v mastabě G 2370 v Gíze. Zemřel za vlády faraona Džedkarea. Nápisy v jeho hrobce popisují žádost jeho syna Senedžemiba Mehiho o povolení přivézt sarkofág z Tury.